# Comté de Castille
Pour les articles homonymes, voir Castille (homonymie).
850–1037
Entités précédentes :
- Royaume des Asturies

Entités suivantes :
- Royaume de Castille et León

Le comté de Castille (avant le IXe siècle appelé « Bardulia » à cause de la tribu pre-romaine Bardulos) est l'un des anciens comtés du royaume de León, constitué en 850 au profit de Rodrigue de Castille. Il prit progressivement son autonomie en 932, puis en 1037 le roi Ferdinand Ier, après sa victoire contre Bermude III de León réunit le comté au León qui devient royaume de Castille et León.

## Histoire

### Création du comté (850-873)
Le roi des Asturies, Ordoño Ier, monte sur le trône en 850, succédant à son père, Alphonse II. Il délègue à des membres de sa famille la protection des frontières de son royaume, leur laissant une grande liberté en échange de leur fidélité : son frère Gaton obtient le comté du Bierzo, tandis que son autre frère, Rodrigue, reçoit le comté de Castille. Comme comte, il est chargé de lever les impôts et les amendes et de rendre la justice. Le comté de Castille s'étend alors sur une petite région de la haute vallée de l'Ebre, limitée au nord par la cordillère Cantabrique, au sud jusqu'à l'actuelle comarque de las Merindades, Puentelarrá à l'est et à la comarque de la Montaña Palentina à l'ouest. Son territoire n'inclut alors pas le comté d'Álava.  
En 852, Mohammed Ier devient le nouvel émir de Cordoue, mais il provoque le mécontentement des familles espagnoles mozarabes et muladíes de son royaume après la nomination de Hakim ben Abd al-Aziz comme vizir. Ils demandent l'aide d'Ordoño, qui leur envoie son frère Gaton, qui remporte la bataille d'Andújar en 853. Rodrigue conquiert plusieurs cités, profitant de la faiblesse de l'émirat de Cordoue : Haro, Cerezo de Río Tirón, Castil de Carrias et Grañón. Il fonde également de nouvelles forteresses à Frías et Lantarón. En 863, il accompagne son frère, passe le col de Somosierra, rase la forteresse de Talamanca del Jarama et fait prisonnier le gouverneur Mourzouk et son épouse Balkaria. Mais Mohammed Ier réagit et envoie son fils Abd al-Rahman et son général Abd al-Malik ben Abbas en Álava et en Castille. Rodrigue se porte dans le défilé de Pancorvo pour leur couper la route, mais échoue à les arrêter. En 865, Rodrigue affronte à nouveau les musulmans à la bataille de la Morcuera, mais il est vaincu. En 866, il ne peut empêcher une nouvelle incursion d'Abd al-Rahman à Valle de Mena.
Dans le même temps, Rodrigue s'efforce d'améliorer le repeuplement de ses terres, avec l'aide des membres de la noblesse locale, tels que Ferdinand de Castrosiero. En 860, il organise le repeuplement d'Amaya. Les religieux, tels que l'abbé Paul et l'abbé Rodanio, ainsi que les évêques Sévère et Ariulf apportent leur soutien à la politique du comte.

### Développement du comté (873-931)

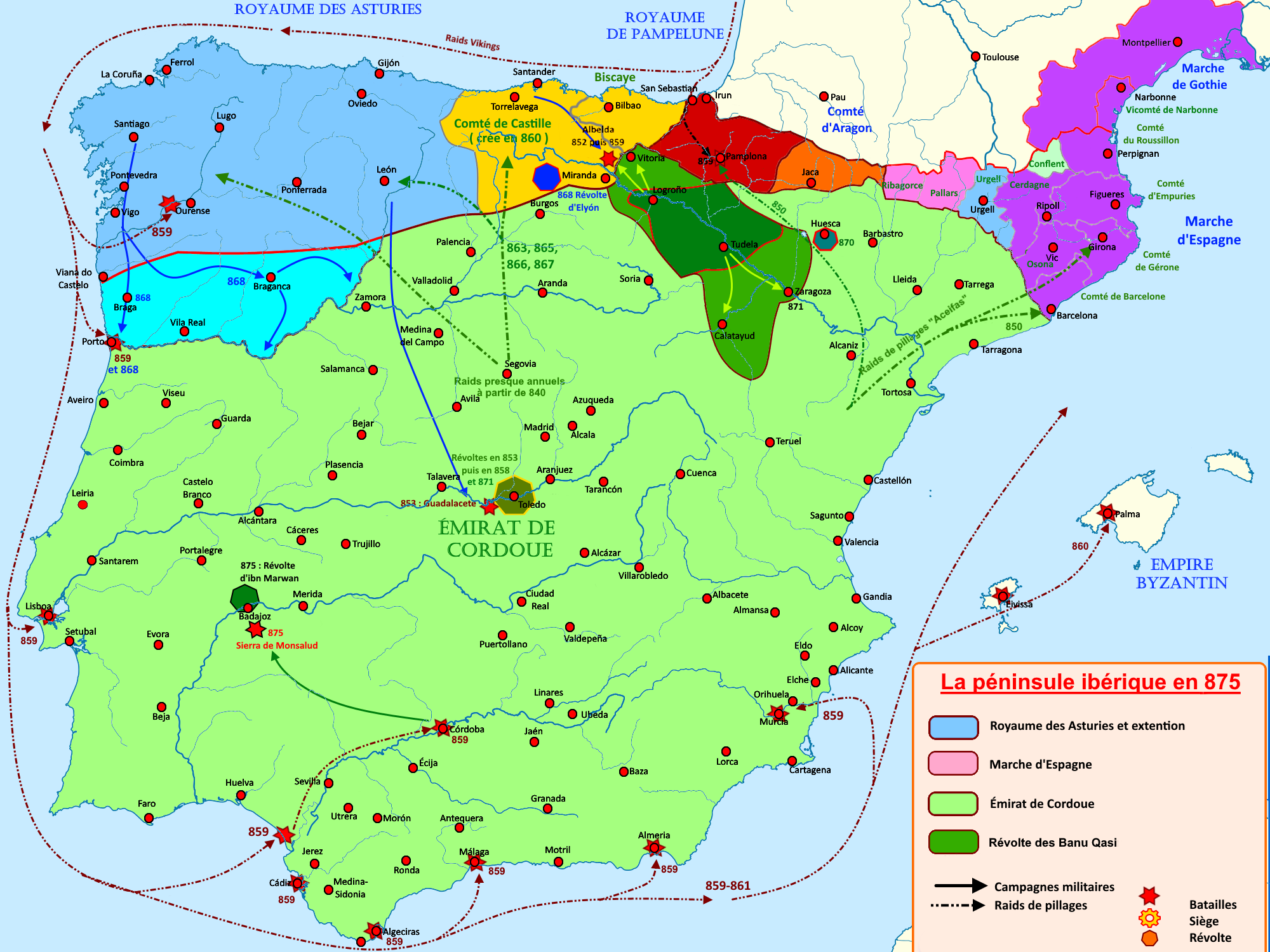
Le comté de Castille de sa création à 900
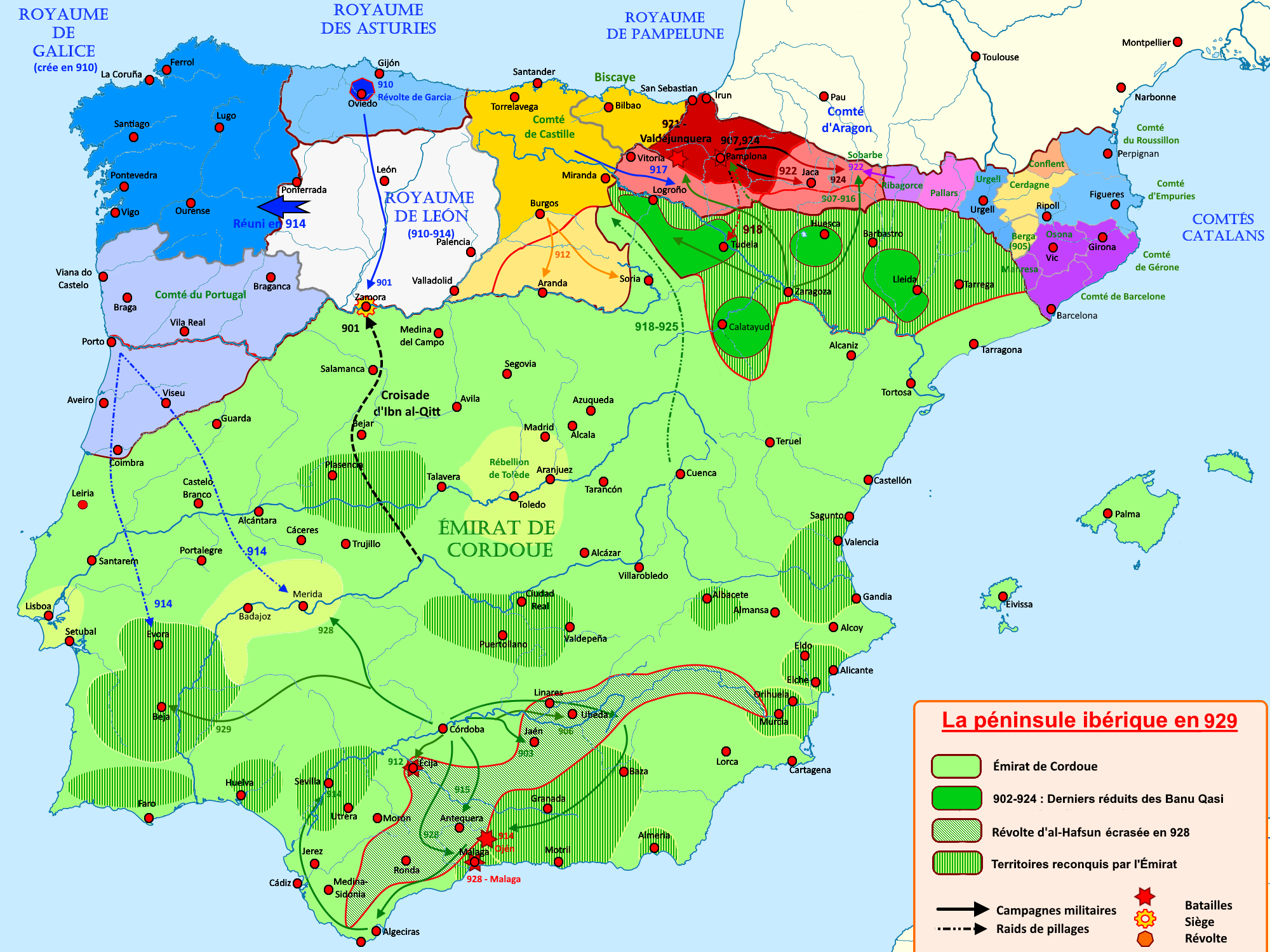
Le comté de Castille de 900 à 929

### Autonomie du comté (931-1009)

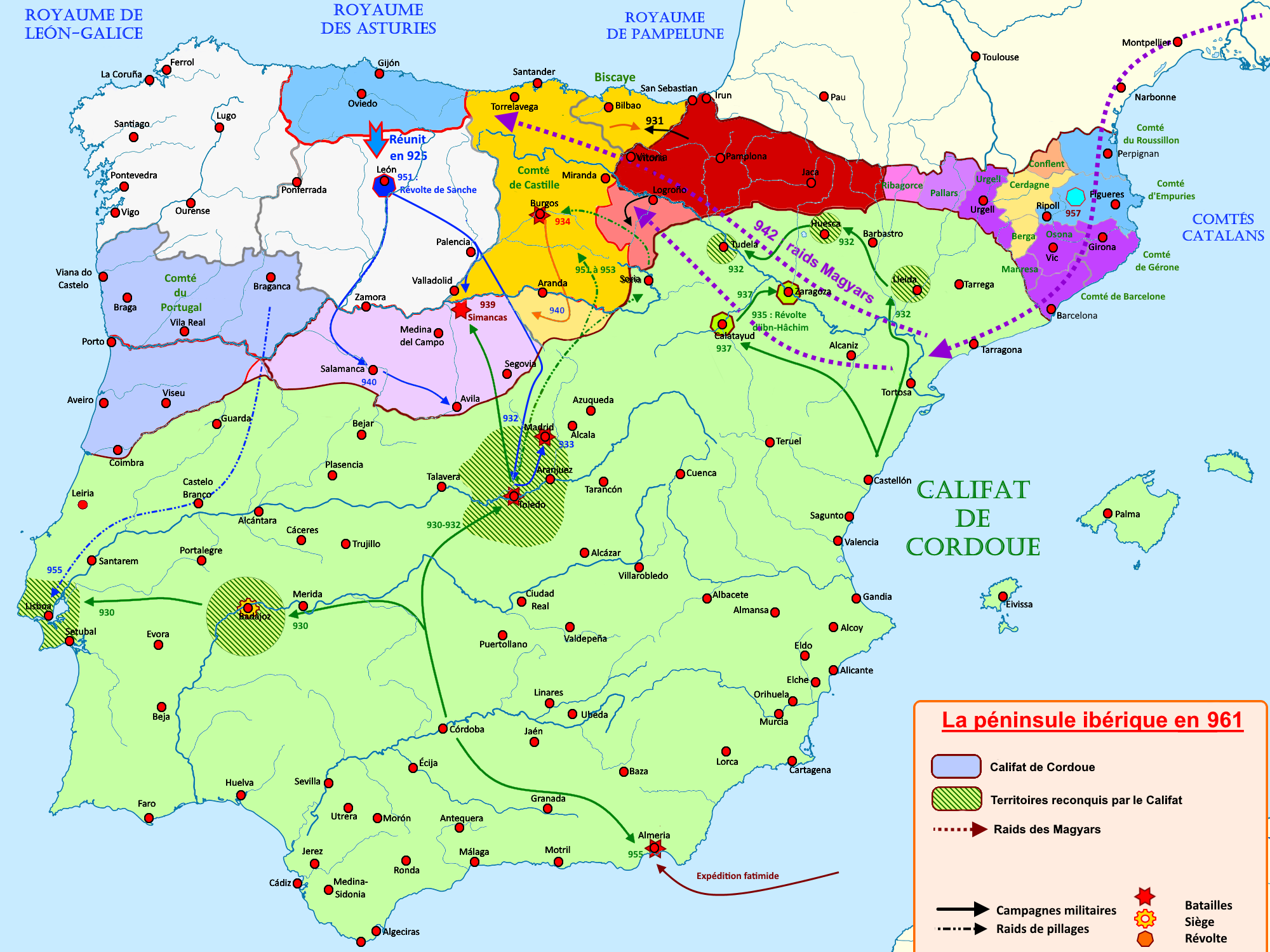
Le comté de Castille de 929 à 961
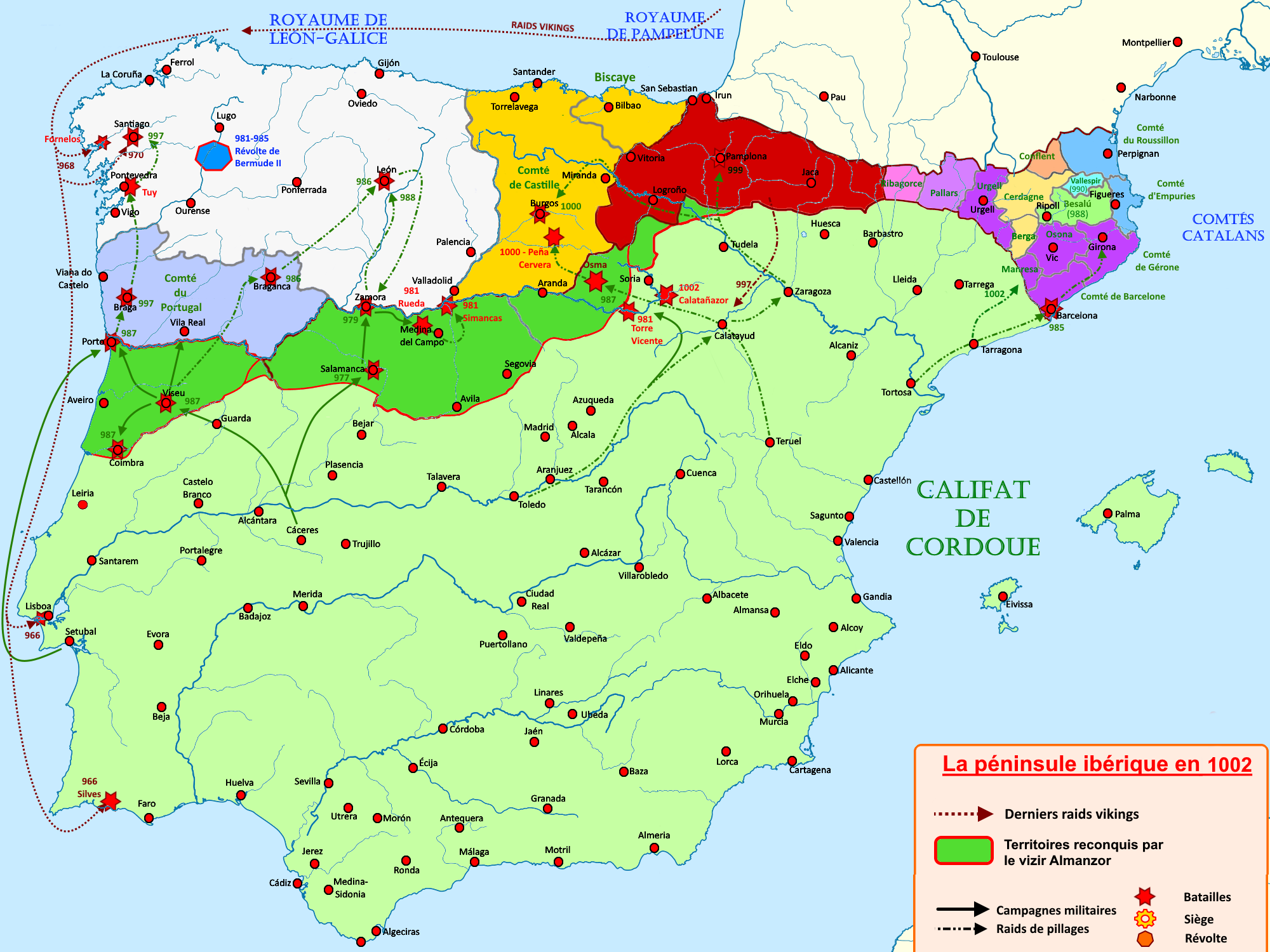
Le comté de Castille de 961 à 1002

### Conflit entre Pampelune et León (1009-1037)
En 1009, à la mort du comte Sanche Ier de Castille, le roi de Pampelune Sanche III Garcés, du fait de son mariage avec Munia Mayor de Castille, est chargé de la tutelle du jeune comte Garcia II. Lorsque ce dernier est assassiné en 1029, Munia devient comtesse de Castille, faisant officiellement rentrer la Castille dans le giron de Pampelune.
Toutefois en 1035, Sanche III divise dans son testament le royaume de Pampelune entre ses trois fils. Ferdinand reçoit le comté de Castille (la partie la plus occidentale du royaume), et après sa victoire contre le León à la bataille de Tamarón (en) en 1037, fonde le Royaume unifié de Castille et León. 
À la mort de Ferdinand en 1065, le royaume est partagé entre ses trois fils : l'aîné, Sanche, reçoit la Castille ; le cadet, Alphonse, reçoit le León ; et le benjamin, García, reçoit la Galice. Après une lutte fratricide Sanche meurt en 1072 probablement assassiné, et son frère Alphonse VI de León réunis une nouvelle fois la Castille et le León.

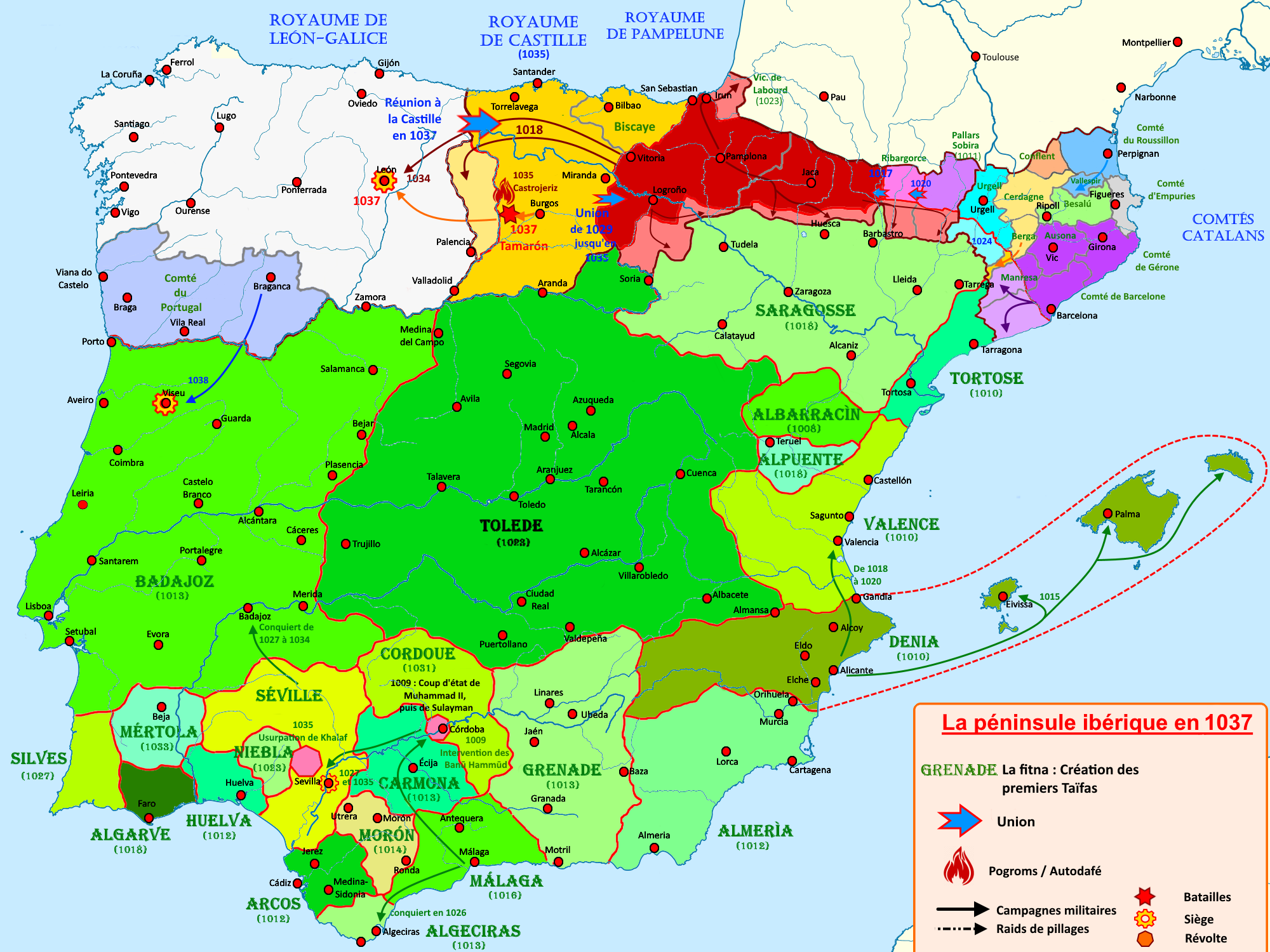
La Castille de 1002 à 1037